# عبد اللطيف خطاب
عبد اللطيف خطاب (1959-2006) شاعر وأديب سوري.

## حياته
حاصل على الإجازة في الاقتصاد من جامعة حلب، تخرج منها عام 1984م. عمل في المؤسسة العامة للتجارة الخارجية. عين رئيساً لفرع مؤسسة التجارة الخارجية في محافظة الرقة. انتخب رئيسا لفرع جمعية العاديات في الرقة انتخب عضوا مجلس مدينة الرقة.

## أعماله المنشورة
- ديوان شعر مطبوع “زول أمير شرقي” دار الريس لندن عام1991
- ديوان شعر “الغرنوق الدنف” ديوان شعر “ترجمان النوم”
- كتاب عن الأكراد وله مجموعة كبيرة من المقالات في الصحف المحلية والعربية مثل (صوت الرافقة، الناقد، وغيرها)
- كتب عن تجربته الشعرية المتميزة عدد كبير من النقاد مثل جمال باروت ونذير جعفر وغيرهم.

## مقالاته
| عنوان المقال           | اسم المجلة      | تاريخ العدد   |
| ---------------------- | --------------- | ------------- |
| صلاحيات ولي العهد      | الناقد          | أغسطس - 1988  |
| موت الشاعر             | الناقد          | مايو - 1989   |
| عشائر البدو            | الناقد          | مايو - 1990   |
| صدر يحن إلى عجز        | الناقد          | مارس - 1994   |
| حلب داخل الأسوار       | الناقد          | أبريل - 1994  |
| دولة القلعة            | الناقد          | أغسطس - 1994  |
| سفر الرمل              | نزوى            | يناير - 2001  |
| هايكو صحارى الجنون-شعر | البيان_الكويتية | مايو - 2001   |
| أديرة القدس الشريف     | التراث العربي   | أكتوبر - 2001 |
| تاريخ الجمجمة-شعر      | البيان_الكويتية | مارس - 2003   |